# Macrobaenetes valgum
Macrobaenetes valgum is een rechtvleugelig insect uit de familie grottensprinkhanen (Rhaphidophoridae). De wetenschappelijke naam van deze soort is voor het eerst geldig gepubliceerd in 1960 door Strohecker.
1. ↑  (en) Macrobaenetes valgum op de IUCN Red List of Threatened Species.